# Goldcrest Views 1
Goldcrest Views 1 – wieżowiec w Dubaju, w Jumeirah Lake Towers, w Zjednoczonych Emiratach Arabskich, o wysokości 159 m. Budynek liczy 40 kondygnacji. Budowę ukończono w 2007.